# Monalocoris eminulus
Monalocoris eminulus är en insektsart som först beskrevs av William Lucas Distant 1893.  Monalocoris eminulus ingår i släktet Monalocoris och familjen ängsskinnbaggar. Inga underarter finns listade i Catalogue of Life.